# جاستس ليج أنليميتيد
جاستس ليج أنليميتيد (بالإنجليزية: Justice League Unlimited)‏ ويختصر غالبًا بعبارة "JLU" هو مسلسل رسوم متحركة أمريكي من إخراج كل من جواكيم دوس سانتوس ودان ريبا بث لأول مرة في 31 يوليو من عام 2004 والمسلسل من إنتاج مشترك بين دي سي كومكس ووارنر براذرز أنيميشن، ويروي المسلسل عمل فرقة العدالة التي تضم العديد من الأبطال الخارقين في صفوفها. انتهى بث المسلسل في 13 مايو من عام 2006 بحلقة أخيرة.